# Reflexos (tintura)
Fer reflexos és una tècnica de tintura per blens que permet d'obtenir en cabells més o menys foscos (naturals o acolorits) línies de tint d’un to més clar que la color natural, la qual cosa produeix un efecte de llum al voltant de la cara i relleu en el tall.
S'empra una pasta que és una mescla de lleixiu en pols amb peròxid d'hidrogen. Es dosifica el peròxid d'hidrogen segons la tonalitat desitjada.
Aquesta pasta s'aplica generalment amb un pinzell ample, una pinta i una posteta a la part davantera i superior dels cabells. Es treu uns blens que es col·loquen ben drets a sobre la posteta, després s'estén la pasta pels cabells amb el pinzell, recolzant-se en la posteta.